# Thyreodon erythrocera
Thyreodon erythrocera är en stekelart som beskrevs av Cameron 1886. Thyreodon erythrocera ingår i släktet Thyreodon och familjen brokparasitsteklar. Inga underarter finns listade i Catalogue of Life.